# Lissonota palpalis
Lissonota palpalis là một loài tò vò trong họ Ichneumonidae.